# Стоян, Максим Анатольевич
Макси́м Анато́льевич Стоя́н (укр. Максим Анатолійович Стоян; 19 августа 1980, Гребёнки, Киевская область, СССР) — украинский футболист, защитник.

## Биография
Воспитанник ДЮСШ Счастливое, Киевская область. Начал профессиональную карьеру в клубе «Борисфен». В команде дебютировал 31 июля 1997 года в матче против «Цементник-Хорда» (0:1). В команде провёл 184 матчей и забил 1 гол. В ноябре 2002 года провёл 1 матч за киевский «Арсенал». После выступал за одесский «Черноморец», киевскую «Оболонь», черкасский «Днепр». Летом 2008 года перешёл в черниговскую «Десну». В апреле 2009 года провёл 3 игры за перволиговский «Николаев». Летом 2009 года вернулся в «Десну».

## Достижения
- Победитель Второй лиги Украины (1): 1999/00.
- Обладатель Кубка Второй лиги Украины (1): 1999/00.

## Личная жизнь
Его младший брат Денис также футболист.